# Шарапкіна Ольга Іванівна
Ольга Іванівна Шарапкіна (нар. 20 лютого 1960, тепер Російська Федерація) — українська радянська діячка, майстер машинного доїння корів колгоспу «Зоря комунізму» Васильківського району Дніпропетровської області. Депутат Верховної Ради УРСР 11-го скликання.

## Біографія
Освіта середня.
З 1975 року — вагар, лаборант молочнотоварної ферми, обліковець, з 1983 року — майстер машинного доїння корів колгоспу «Зоря комунізму» села Добровілля Васильківського району Дніпропетровської області.
Потім — на пенсії в селі Гришаї Васильківського району Дніпропетровської області.

## Нагороди
- ордени
- медалі